# Unternehmensmitbestimmung
Unternehmensmitbestimmung bezeichnet die Einflussnahme der Betriebsangehörigen auf wirtschaftliche bzw. unternehmerische Entscheidungen. Demgegenüber steht die betriebliche Mitbestimmung, die die Einflussnahme der Betriebsangehörigen auf soziale oder personelle Entscheidungen über Betriebsrat oder Ähnliches ermöglicht.

## Deutschland
Die Unternehmensmitbestimmung wird hauptsächlich durch die Besetzung des Aufsichtsrates, der den Vorstand kontrolliert, wahrgenommen. Die Anzahl der jeweiligen Mitglieder und das Mengenverhältnis zwischen Arbeitnehmern und Anteilseignern hängen vom einschlägigen Gesetz ab, das sich nach der Zahl der im Unternehmen Beschäftigten richtet. Je nachdem gelten dann das Drittelbeteiligungsgesetz (Kapitalgesellschaften mit mehr als 500 Arbeitnehmern), das Mitbestimmungsgesetz von 1976 (mit mehr als 2000 Arbeitnehmern) oder das Montanmitbestimmungsgesetz (mehr als 1000 Arbeitnehmer in Montanunternehmen).
2005 wurde von Bundeskanzler Gerhard Schröder eine Kommission zur Modernisierung der deutschen Unternehmensmitbestimmung (Mitbestimmungskommission) unter dem Vorsitz von Kurt Biedenkopf eingesetzt. Auftrag der Kommission war es, ausgehend vom geltenden Recht, Vorschläge für eine moderne und europataugliche Weiterentwicklung der deutschen Unternehmensmitbestimmung zu unterbreiten.
Da die Kommission keinen Konsens über ihre Empfehlungen fand, wurde der Abschlussbericht im Dezember 2006 von den wissenschaftlichen Mitgliedern mit den abweichenden Stellungnahmen der Arbeitgeber- und Arbeitnehmervertreter veröffentlicht.
Im Jahr 1994 gab es noch 404 mitbestimmte Aktiengesellschaften, 2018 war ihre Zahl auf 215 gesunken. Gleichzeitig stieg die Zahl der mitbestimmten GmbHs von 281 im Jahr 1994 auf 366 im Jahr 2018.
Für international tätige Unternehmen ist mittlerweile streitig, ob das Mitbestimmungsgesetz noch Anwendung finden kann wegen eines möglichen Vorrangs der Art. 18 und 45 AEUV. Die Frage liegt derzeit beim EuGH vor (Az. C-566/15 – "TUI AG").

## Weitere Länder
Eine paritätische Mitbestimmung wie sie das Mitbestimmungsgesetz von 1976 vorsieht, gibt es in keinem anderen EU-Staat. Österreich, Luxemburg, die Slowakei, Slowenien, Tschechien, Ungarn und die skandinavischen Staaten schreiben eine Minderheitsvertretung der Arbeitnehmer bei Aktiengesellschaften ab einer bestimmten Größe vor. In den Niederlanden kann der Betriebsrat Vorschläge zur Bestellung von Aufsichtsratsmitgliedern machen. In China stellen Arbeitnehmervertreter mindestens ein Drittel des Aufsichtsrats und sind teilweise auch im Vorstand vertreten. In Italien, Spanien, den USA, Frankreich und Großbritannien haben die Arbeitnehmer keine Beteiligungsrechte.